# A22 (Kasachstan)
Die A22 ist eine wichtige Straße in Kasachstan im Norden des Landes. Die Straße ist eine recht lange Ost-West-Route von Karabutak nach Qostanai.

## Straßenbeschreibung
Die A22 verbindet die M32 bei Karabutak mit der M36 bei Qostanai und ist die einzige Straße zwischen dem westlichen und dem nördlichen Kasachstan. Teile der Strecke verlaufen in der Nähe der Grenze zu Russland. Die meisten Orte auf der Strecke in der zweiten Hälfte nach Karabutak führt liegen in einer gemäßigten Steppe, wie die größere Bergbaustadt Rudny. Der südliche Teil ist mehr wüstenähnlich, mit begrenztem Anbau. Der nördliche Teil ist landwirtschaftlich geprägt. Die A22 verläuft sowohl in Nord-Süd- als auch in Ost-West-Richtung. In der Stadt Ordzhonikidze kreuzt sie die . In Qostanai bildet sie die Westumfahrung der Stadt. Die A22 ist eine Erweiterung der  von Petropawl und bilden eine primäre Route für den Ost-West-Verkehr, der nicht durch Russland braucht.

## Geschichte
Die A22 wurde im Jahr 2011 unnummeriert. Es ist unklar, was für eine Nummer die Straße davor hatte. Zwischen 2000 und 2005 wurde der südliche Teil der Straße in der Provinz Aqtöbe erneuert.

## Großstädte an der Autobahn
- Karabutak
- Ordzhonikidze
- Rudny
- Qostanai